# 梅洛迪山 (印地安納州)
梅洛迪山（英語：Melody Hill）是位於美國印地安納州范德堡縣的一個人口普查指定地區。

## 人口
根據2010年美國人口普查的數據，梅洛迪山的面積為3.50平方千米，當中陸地面積為3.50平方千米，而水域面積為0.00平方千米。當地共有人口3528人，而人口密度為每平方千米1,008人。